# Lithurgus antilleorum
Lithurgus antilleorum är en biart som först beskrevs av Michener 1988.  Lithurgus antilleorum ingår i släktet Lithurgus och familjen buksamlarbin. Inga underarter finns listade i Catalogue of Life.